# Менделеевский
Менделеевский — упразднённый рабочий посёлок в городском округе город Тула Тульской области. В 2005 году включен в состав города Тула и исключен из учётных данных.

## История
Решением Тульского облисполкома от 24 мая 1958 г. поселок Менделеевский Косогорского района отнесен к категории рабочих поселков. В черту рабочего поселка включены населенные пункты: Первомайский, Толстовский, Пирово, Новобасовский и отдельные дома управления Тульской городской железной дороги и треста зеленых насаждений Новобасовского сельсовета, Верхнее Волохово, Нижнее Волохово, Волоховский 1-й, Волоховский 2-й Китаевского сельсовета и Рудаково Скуратовского поселкового Совета.
Решением Тульского облисполкома от 1 апреля 1977 г. поселки: Нижнее Волохово, Ново-Басово, Верхнее Волохово, Пирово Менделеевского рабочего поселка переданы в состав рабочего поселка Косая Гора, а Октябрьский, Новооктябрьский, Горняк, Старое и Новое Скуратово, 2-й Западный Скуратовского рабочего поселка переданы в состав рабочего поселка Менделеевский.

## Население
| 1959 | 1970  | 1979    | 1989    | 2002  |
| ---- | ----- | ------- | ------- | ----- |
| 5488 | ↗5911 | ↗10 119 | ↘10 102 | ↘9622 |

## Инфраструктура
Основа экономики в советский период — Подмосковная станция подземной газификации угля.

## Транспорт
Осевая автомагистраль — проспект Ленина, переходящий в Щёкинское шоссе.